# 你好，香港

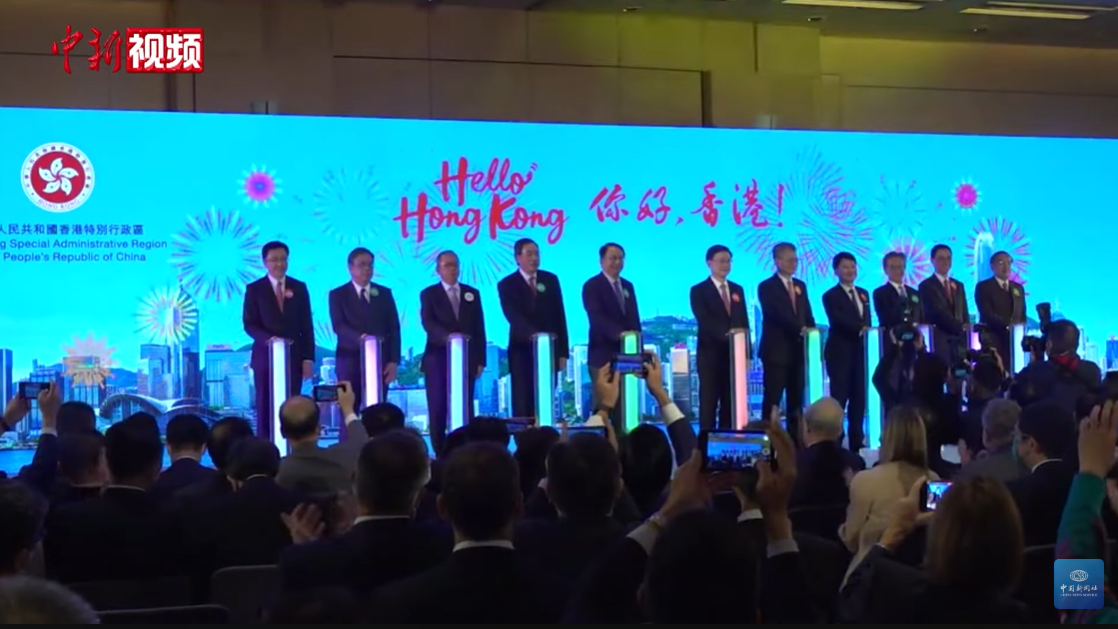
2月2日，特區政府召開「你好，香港」宣傳活動記者會

你好，香港（Hello, Hong Kong），是由香港特區政府及香港旅遊發展局聯合主辦的推廣旅遊及經濟刺激的項目。

## 歷史
於2023年2月2日透過記者會公開活動，並於3月1日正式開始。

## 內容
- 維港為舞台的大型海陸嘉年華
- 大型美食市集
- 迪士尼光影匯夜間巡遊重開
- 香港流行文化節
- 美酒佳餚巡禮
- 香港國際龍舟邀請賽
- 香港單車節
- 香港國際七人欖球賽
- 巴塞爾藝術展香港展會

## 宣傳影片
旅發局在2023年2月2日啟動全球宣傳活動，投資約1億港元，邀請3位香港土生土長的著名巨星，包括郭富城、鄭秀文和陳慧琳拍攝宣傳短片，一起向旅客「Say Hello」和推廣香港精彩體驗。

## 反應
- 在2023年2月3日的活動啟動儀式中，經常介紹移民英國和澳洲的資訊的宋熙年擔任主持，引起網民批評「既要賺香港錢，又要在外國生活」。[2]
- 當日啟動儀式主禮嘉賓，被何東家族成員、婦女基金會董事何苗春暉批評為「清一色」全男班，直言「What are all these men doing?（這班男人在做什麼？）」，無法向外界展示香港是多元（男女官員比例均等）。而政府表示主事官員、伙伴機構領導均為男士。[3]而行會前召集人陳智思於2月24日在南華早報撰文，形容事件「非常不幸」，讓香港蒙上不必要的負面形象。但同時強調事件完全不反映（Completely unrepresentative）港府的實際情況。[4]

## 外部連結
- 你好，香港！ （页面存档备份，存于）